# Magazine

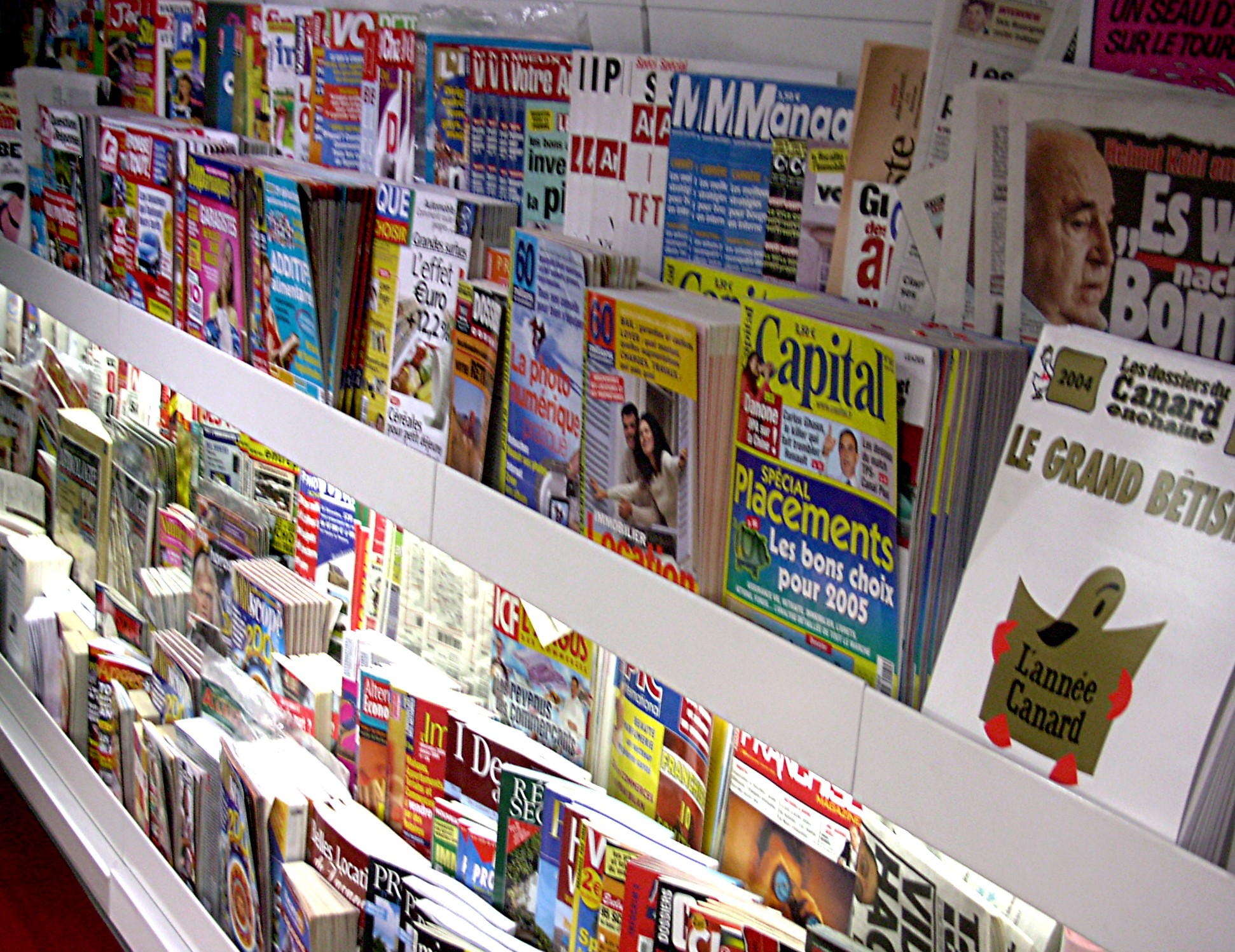
Étal de magazines chez un vendeur de presse (ou « kiosquier »).

Pour les articles homonymes, voir Magazine (homonymie).
Un magazine  est une publication périodique, souvent illustrée, de pagination variable, traitant de sujets généralistes ou spécialisés, comme la santé, la mode, l'économie, la technologie... Son modèle économique le distingue de la revue, qui se limite à un domaine précis (littéraire ou scientifique par exemple) et du fanzine, qui est réalisé par et pour des passionnés sans recherche de profit.

## Origines et développement
C'est en 1605 que naissent les deux premiers périodiques au monde : Les Nouvelles d'Anvers, publié à Strasbourg, et Communication de toutes histoires importantes et mémorables. C'est à Londres en janvier 1731 qu'apparaît pour la première fois une publication intitulée The Gentleman's Magazine sous la direction du libraire Edward Cave. Il s'agissait d'un périodique illustré de gravures sur bois et mêlant divers sujets et genres, de toutes curiosités. 
Autour de 1900, naissent les premiers grands magazines français comme La Vie au grand air, Femina ou Je sais tout, formules inventées par Pierre Lafitte qui s'inspirent d'un modèle économique américain. Mais le magazine le plus populaire en termes de ventes durant la première moitié du XXe siècle fut sans doute L'Illustration. La rotogravure sur papier glacé permet d'offrir aux lecteurs des reportages illustrés à partir de photographies, des thèmes comme le voyage, l’exploration, les découvertes scientifiques, les faits-divers, la mode sont très porteurs, ce qui poussent les tirages vers le haut. Aux États-Unis, deux empires entrent en compétition dès avant 1914 : Condé Nast et Hearst Corporation.

## Origine du terme
Le terme anglais « magazine » est dérivé du mot français « magasin », lui-même issu du mot arabe « makhzan », signifiant dépôt, lieu de stockage, entrepôt regroupant des objets spécifiques plaisant à un certain public. En français, le mot « magazine », qui devient courant au début du XXe siècle, est donc un réemploi du mot anglais désignant une publication qui rassemble essentiellement les articles de presse marquants du mois précédent et parus dans les journaux, comme une sorte de synthèse d'éléments appréciables de la culture populaire. De 1741 à la fin du XIXe siècle, de nombreux périodiques paraîtront en France avec présent dans leur titre le mot « magasin », en référence à l'invention d'Edward Cave et de ses suiveurs. Le genre fit fureur pendant tout le XVIIIe siècle et durant la première partie du XIXe siècle, comme en témoigne le succès du Magasin pittoresque lancé en 1833, au début un fascicule de huit pages au contenu très divers portant sur l'histoire, les sciences naturelles, l'archéologie, l'art, la morale, l'industrie, les récits d'exploration. Entre 1855 et 1878, Hachette publie l'hebdomadaire Journal pour tous, sous-titré magasin littéraire illustré.

## Autres appellations
Le City magazine (ou magazine urbain) est un type de publication traitant des aspects culturels propres à une ville et distribué en général gratuitement, mais qui ne dépend pas directement des services culturels d'une mairie. L'économie repose sur la publicité et le merchandising.

## Autres médias

### Lecture de magazines au format numérique
La presse numérique est aujourd'hui un média à part entière pour des utilisateurs voulant se détacher du support papier et souhaitant obtenir et lire leurs magazines sur leurs appareils électroniques.